# Rangpur
Rangpur er en by i det nordlige Bangladesh, med et indbyggertal (pr. 2001) på cirka 256.000. Byen er hovedstad i et distrikt af samme navn.